# Козельненська сільська рада
Козе́льненська сільська́ ра́да — колишній орган місцевого самоврядування в Недригайлівському районі Сумської області. Адміністративний центр — село Козельне.

## Загальні відомості
- Населення ради: 1 373 особи (станом на 2001 рік)

## Населені пункти
Сільській раді були підпорядковані населені пункти:
- с. Козельне
- с. Саєве
- с. Тимченки
- с. Хорол

### Колишні населені пункти
- с. Гаврики, зняте з обліку 16 серпня 2013 року
- с. Кинашове, зняте з обліку 16 серпня 2013 року
- с. Черці, зняте з обліку 16 серпня 2013 року

## Склад ради
Рада складалася з 12 депутатів та голови.
- Голова ради: Тимченко Світлана Григорівна

### Керівний склад попередніх скликань
| Прізвище, ім'я, по батькові | Основні відомості                                                 | Дата обрання | Дата звільнення |
| --------------------------- | ----------------------------------------------------------------- | ------------ | --------------- |
| Тимченко Михайло Іванович   | Сільський голова, 1949 року народження, освіта вища, безпартійний | 26.03.2006   | 31.10.2010      |
| Тимченко Михайло Іванович   | Сільський голова, 1949 року народження, освіта вища, безпартійний | 31.10.2010   |                 |

Примітка: таблиця складена за даними сайту Верховної Ради України